# Gruppo Sportivo Telgate
Il Gruppo Sportivo Telgate, meglio noto come Telgate, fu una società calcistica italiana con sede a Telgate, in provincia di Bergamo.
Fondato nel 1980 come Gruppo Sportivo Intim Helen cambiò denominazione in Gruppo Sportivo Telgate nel 1987, anno in cui venne promosso in Serie C2, nella quale militò per due stagioni, ottenendo come miglior risultato un terzo posto. Nel 1989 si fuse con l'Associazione Calcio Palazzolo, andando a costituire l'Associazione Calcio Palazzolo-Telgate e sancendo così la fine del sodalizio bergamasco.
Il colore sociale era il rosso. Le partite di casa venivano disputate allo stadio comunale.

## Storia

### Fondazione
La società venne fondata nel 1980 con la denominazione Gruppo Sportivo Intim Helen, per motivi di sponsorizzazione: pratica molto comune, a quei tempi (si ricordano, a titolo esemplificativo, le denominazioni Lodigiani Roma, Tepa Sport Orceana ed Eurobuilding Crevalcore). I colori sociali furono il bianco-azzurro e il rosa-azzurro.

### I campionati di Promozione
Nella stagione 1982-1983 giunse terza nel girone C del campionato lombardo di Promozione (allora sesto livello della piramide calcistica), con 43 punti, dietro alle capolista (45 punti) Pontevico e Darfo Boario.
Nella stagione successiva (1983-1984) vinse, invece, il girone B della Promozione (staccando di quattro lunghezze -47 a 43- il Brugherio secondo classificato) e i successivi spareggi promozione con le vincitrici degli altri tre gironi, ossia la Pro Lissone, l'Orceana e la Castanese. In quella stagione i posti per il salto di categoria furono soltanto tre, da contendersi in un gironcino all'italiana tra le vincitrici dei quattro gironi della Promozione. Dopo aver pareggiato le prime due gare (1-1 con la Castanese e 0-0 con l'Orceana), l'Intim Helen conquistò la massima serie dei tornei dilettantistici sconfiggendo per 2-0 la Pro Lissone nella gara conclusiva, giocatasi in quel di Ponte San Pietro il 28 maggio 1984. In seguito, venne ammessa alla categoria superiore anche la Pro Lissone, ripescata a completamento dell'organico.

### L'Interregionale
La prima annata (1984-1985) nel calcio di livello nazionale vide l'Intim Helen conquistare la salvezza, grazie ad un ottavo posto, frutto di 30 punti, in un campionato vinto dall'Orceana, rivale negli spareggi di pochi mesi addietro.
L'anno successivo (1985-1986), l'Intim Helen giunse secondo (40 punti), ad un punto dall'Oltrepò capolista (promosso in Serie C2) e davanti alla Pro Sesto (terza a quota 39).
La promozione venne conquistata nel campionato 1986-1987, vincendo il girone C del Campionato Interregionale con 49 punti, distaccando di otto lunghezze il Tombolo, secondo classificato. Migliori marcatori di quella stagione furono Angelo Seveso (poi presente anche negli anni in Serie C2) e Walter Mostosi con dieci reti, seguiti da Gian Luigi Brambilla a quota otto: tutti e tre sarebbero, in seguito, stati protagonisti anche negli anni fra i professionisti. Allenatore fu Luigi Bresciani, presidente Angelo Finazzi.

### La Serie C2
Abbandonata la denominazione Intim Helen, la società mutò in Gruppo Sportivo Telgate S.r.l., comunemente chiamato Telgate. Ciò comportò anche la variazione dei colori sociali: in luogo del rosa-azzurro si optò per il rosso.
Il primo anno fra i professionisti si concluse con un terzo posto, a quota 46 punti, non lontano dalle promosse Venezia-Mestre (secondo a quota 47) e Mantova (primo con 48).
La seconda stagione (1988-1989) in Serie C2 non fu positiva quanto la prima, ma vide comunque il Telgate conquistare la salvezza, grazie ad un ottavo posto, frutto di 35 punti. Quella fu l'ultima stagione col nome di Telgate.
Nell'estate 1989, infatti, si fuse con la A.C. Pro Palazzolo (società espressione del limitrofo Comune di Palazzolo sull'Oglio), creando la A.C. Palazzolo-Telgate, denominazione utilizzata nella sola stagione 1989-1990. Dalla stagione 1990-1991 tale società venne ridenominata A.C. Palazzolo: ciò comportò la scomparsa del Telgate dalla geografia del calcio professionistico nazionale.

## Colori e simboli

### Colori
Ha adottato inizialmente i colori bianco-azzurro fino alla stagione 1983-1984. Nella stagione 1984-1985 adottò il rosa-azzurro, per poi tornare al bianco-azzurro.
Con il cambio di denominazione il club passò al rosso.
| Anni      | Colori | Denominazione               |
| --------- | ------ | --------------------------- |
| 1980-1984 |        | Gruppo Sportivo Intim Helen |
| 1984-1985 |        | Gruppo Sportivo Intim Helen |
| 1985-1987 |        | Gruppo Sportivo Intim Helen |
| 1987-1989 |        | Gruppo Sportivo Telgate     |

## Strutture

### Stadio
Il Telgate disputava le gare interne allo stadio comunale. L'impianto era dotato di 3 000 posti distribuiti su 3 tribune laterali, di una pista d'atletica e aveva un terreno in erba naturale.

## Società
- 1980-1989 Intim Helen

## Allenatori e presidenti
- 1980-1986 ...
- 1986-1988  Luigi Bresciani
- 1988-1989  Luigi Bresciani
 Giuseppe Savoldi

- 1980-1989  Angelo Finazzi

## Palmarès

### Competizioni interregionali
- Campionato Interregionale: 1

1986-1987 (girone C)

### Competizioni regionali
- Promozione: 1

1983-1984 (girone B)

### Altri piazzamenti
- Serie C2:

Terzo posto: 1987-1988 (girone B)
- Campionato Interregionale:

Secondo posto: 1985-1986 (girone B)
- Promozione:

Terzo posto: 1982-1983 (girone C)

## Statistiche e record

### Partecipazione ai campionati

#### Campionati nazionali
| Livello | Categoria                 | Partecipazioni | Debutto   | Ultima stagione | Totale |
| ------- | ------------------------- | -------------- | --------- | --------------- | ------ |
| 4º      | Serie C2                  | 2              | 1987-1988 | 1988-1989       | 2      |
| 5º      | Campionato Interregionale | 3              | 1984-1985 | 1986-1987       | 3      |

### Partecipazione alle coppe
| Competizione         | Partecipazioni | Debutto   | Ultima stagione | Totale |
| -------------------- | -------------- | --------- | --------------- | ------ |
| Coppa Italia Serie C | 2              | 1987-1988 | 1988-1989       | 2      |